# Širom
Širom je slovenska glasbena skupina, ustanovljena leta 2015, ki jo sestavljajo Iztok Koren (bendžo, bas boben, zvončki, balafon), Ana Kravanja (violina, viola, ribab, kalimba, bendir, balafon) in Samo Kutin (ukulele, kalimba, tamburica, harfa, balafon, zvočni predmeti).
Širom igra živo teksturirano in zamišljeno ljudsko glasbo. Rezultati združujejo ročno izdelane in globalne instrumente z neustrašnim raziskovanjem zvoka, zato tradicija ali geografija ne vežeta rezultatov.
Člani tria prihajajo iz Prekmurja, območja Tolmina in Kraške planote. Njihovo delo je znano po zlitju večglasja in psihedelične glasbe z ljudskimi, klasičnimi in improvizacijskimi elementi. Njihov prvi album je izšel leta 2016.
Njihova pesem "Trilogija" je bila marca 2017 na radiu KEXP iz Seattla "Song of the Day". 

## Glasba
O glasbi je Borka za revijo Mladina v recenziji albuma Svet, ki speče konju svet, napisal: "'Namišljena ljudska' glasba je za površno opisovanje trojca primerna '(samo)oznaka'. Poleg očitnega, da zaobjame tehnično komponento delovanja – namreč, velik del glasbil, ki jih druščina uporablja, je izrazito folkaški –, jo lahko priročno beremo tudi kot ohlapno sklicevanje na 'zamišljene skupnosti' irskega družboslovnega misleca Benedicta Andersona."
Politolog Benedict Anderson je v svoji knjigi Zamišljene skupnosti iz leta 1998 opisal narod skozi koncept "zamišljene skupnosti", namreč skupnosti, ki kot skupnost obstaja le, kolikor si njeni člani "zamišljajo", da so del iste skupnosti. Sociolog Jože Vogrinc je v spremni besedi k slovenski izdaji zapisal: "Glavna teza je v misli, da je nacija skupnost, ki so si jo njeni člani lahko zamislili šele s pomočjo knjig in časopisov, natisnjenih v njihovem skupnem jeziku, njihove komunikacijske prakse pa je mogoče obravnavati kot proces produkcije razmeroma trajnih zgodovinskih skupnosti, ki opremljajo posameznike z njihovo družbeno identiteto." Komentar se nanaša na protislovje skupine Širom, ki se poslužuje forme ljudske oz. etno glasbe, ne da bi ta temeljila na etnični tradiciji – namesto tega avtorji improvizirajo v slogu jazz glasbe.

## Diskografija
- I. (2016)
- Lahko sem glinena mesojedka (2017)
- Svet, ki speče konju cvet (2019)